# Тыловайская возвышенность
Тыловайская возвышенность (Мултан-Тыловайская, Лозинская) — возвышенность в верховьях реки Чепца и её левого притока реки Лоза. Расположена в пределах Удмуртии и Пермского края России.
Протянулась с юго-запада на северо-восток, от верховьев реки Кильмезь до реки Чепца. На северном склоне берут начало притоки Чепцы, на южном — правые притоки Камы. Повышается с севера на юг. Максимальная высота — 321 м. На северо-западе переходит в Красногорскую возвышенность, на северо-востоке — в Верхнекамскую.